# Victorien Angban
Bekanty Victorien Angban (* 29. September 1996 in Abidjan) ist ein ivorischer Fußballspieler, der auf der Position des Mittelfeldspielers spielt.

## Karriere

### Chelsea
Victorien Angban wurde 2012 zunächst beim FC Chelsea dafür geholt, um ausgeliehen zu werden. Im Januar 2015 unterschrieb er offiziell den Vertrag mit Chelsea.

### VV Sint Truiden
Am 14. Juli 2015 wurde bekannt gegeben, dass Victorien Angban die Saison an den belgischen Verein VV St. Truiden ausgeliehen werde. Seine Spielweise war in der Regel erfolgreich, als er begann, ein Stammspieler im Team zu werden, aber drei rote Karten, darunter zwei gegen Anderlecht im Heim- und Auswärtsspiel, bedeuteten, dass seine Beteiligung gegen Ende der Saison stark beschränkt wurde.

### FC Granada
Victorien Angban wurde für die Saison 2015/16 an den spanischen Verein FC Granada ausgeliehen. Hier bestritt er in der kompletten Saison lediglich zehn Ligaspiele.

### Waasland-Beveren
Hier wurde er auf Anhieb Stammspieler und absolvierte 31 Ligaspiele, in denen er am 2. Februar 2018 auswärts bei Royal Antwerpen (2:1) sein erstes Profitor erzielen konnte. Nach nur einer Saison endete auch hier seine Leihe.

### FC Metz
Am 27. Juli 2018 gab der französische Zweitligist FC Metz die einjährige Ausleihe des Spielers bekannt. Nach der Saison wurde Angban dann für 6 Millionen Euro fest verpflichtet.

### FK Sotschi
Im Juli 2021 wechselte er zu FK Sotschi.

## International
Victorien Angban gab sein internationales Debüt für die Elfenbeinküste am 25. Oktober 2014 gegen Sambia, nachdem er zuvor die Elfenbeinküste auf jeder Jugendalters-Stufe vertreten hatte.